# Troféu Guri
O Troféu Guri, também conhecido como Prêmio Guri, é uma premiação sul-riograndense promovida pelo Grupo RBS desde 1998, com a finalidade de "valorizar e reconhecer quem amplifica os valores do Rio Grande do Sul para além das fronteiras". Em 2024, eram 198 homenageados. Desde 2022, foi criada a categoria "Gaúcho por Escolha" para homenagear personalidades nascidas em outros estados. A entrega é usualmente realizada na Casa da RBS, no Parque de Exposições Assis Brasil, na cidade de Esteio, durante a Expointer.
O Troféu foi inspirado na canção Guri, de autoria de João Batista Machado e Júlio Machado da Silva Filho, eternizada na voz de César Passarinho, vencedora do festival Califórnia da Canção Nativa em 1983.

## Edição especial
Na 25a edição, em 2024, também homenageou iniciativas e movimentos que atuaram durante a "maior tragédia natural do Rio Grande do Sul" (as Enchentes no estado). No Parque de Exposições Assis Brasil, na cidade de Esteio, o então governador do estado, José Ivo Sartori, afirmou:
| “                  | Estamos aqui para saudar e prestigiar quem faz a diferença, acredita e trabalha em favor do desenvolvimento, da cooperação e da construção social. O Rio Grande do Sul vive tempos de travessia. E vocês representam aquilo que temos de mais valioso: as pessoas que carregam consigo o amor ao Rio Grande e espalham o orgulho da nossa terra por onde passam. | ” |
| — José Ivo Sartori | |   |

## Homenageados
| Ano  | Nome (Categoria)                          | Profissão | Ref.   |
| ---- | ----------------------------------------- | --- | ------ |
| 2024 | Bruna Alvarez                             | bombeira voluntária de Parobé, atuou durante as enchentes de 2024                                                                      | [ 6 ]  |
| 2024 | Deise Falci                               | esgrimista | [ 6 ]  |
| 2024 | Central Única das Favelas                 | organização social | [ 6 ]  |
| 2024 | Reconstrói RS                             | ação de recuperação do RS pós-enchentes 2024                                                                                           | [ 6 ]  |
| 2024 | Evaldo Becker e Piedro Tuchtenhagen       | Atletas profissionais do remo (skiff duplo peso leve) que auxiliaram nos resgates durante as enchentes 2024                            | [ 6 ]  |
| 2024 | Martelo Solidário                         | União dos leiloeiros rurais para ajudar a reconstruir o RS                                                                             | [ 6 ]  |
| 2024 | Coopera RS                                | ação de recuperação do RS pós-enchentes 2024                                                                                           | [ 6 ]  |
| 2024 | Meu Lar de Volta                          | ação de recuperação do RS pós-enchentes 2024                                                                                           | [ 6 ]  |
| 2024 | SuperAção Agro RS                         | ação de recuperação do RS pós-enchentes 2024                                                                                           | [ 6 ]  |
| 2024 | Drenar RS                                 | ação de recuperação do RS pós-enchentes 2024                                                                                           | [ 6 ]  |
| 2024 | Fresno                                    | banda | [ 6 ]  |
| 2024 | Instituto de Pesquisas Hidráulicas        | instituto da UFRGS | [ 6 ]  |
| 2023 | Galvão Bueno (Gaúcho por Escolha)         | proprietário de oliveiras, vinícola, gado e cavalo crioulo em Candiota                                                                 | [ 3 ]  |
| 2023 | Antônio Roso                              | empresário da indústria, comércio e serviços                                                                                           | [ 3 ]  |
| 2023 | Érlon Péricles                            | músico e compositor | [ 3 ]  |
| 2023 | Marciano Testa                            | fundador do Agibank | [ 3 ]  |
| 2023 | Camila Telles                             | produtora rural e influenciadora digital                                                                                               | [ 3 ]  |
| 2023 | Fernando Goldsztein                       | fundador da The Medulloblastoma Initiative                                                                                             | [ 3 ]  |
| 2023 | Mariana Tellechea                         | presidente da Associação Brasileira de Angus                                                                                           | [ 3 ]  |
| 2023 | Celso Paulino Rigo                        | fundador da Pirahy Alimentos | [ 3 ]  |
| 2023 | João Jacob Vontobel                       | fundador do Grupo Vonpar | [ 3 ]  |
| 2022 | Baitaca                                   | cantor nativista | [ 7 ]  |
| 2022 | Armindo Antônio Ranzolin (in memoriam)    | narrador e apresentador da Rádio Gaúcha, um dos criadores do Troféu Guri                                                               | [ 7 ]  |
| 2022 | David Coimbra (in memoriam)               | jornalista, comunicador e colunista de Zero Hora e GZH                                                                                 | [ 7 ]  |
| 2022 | Luiz Eduardo Batalha (Gaúcho por Escolha) | maior produtor de azeite do país com oliveiras no RS                                                                                   | [ 7 ]  |
| 2022 | Nadine Clausell                           | cardiologista, diretora-presidente do HCPA                                                                                             | [ 7 ]  |
| 2022 | Marciano Testa                            | CEO e fundador do Agibank | [ 7 ]  |
| 2022 | Liliana Cardoso Duarte                    | declamadora, ativista cultural e a primeira patrona negra dos Festejos Farroupilhas do RS                                              | [ 7 ]  |
| 2022 | Lauro Barcellos                           | oceanógrafo e diretor do Museu Oceanográfico de Rio Grande                                                                             | [ 7 ]  |
| 2022 | José Renato Hopf                          | CEO da 4all e presidente do South Summit Brasil                                                                                        | [ 7 ]  |
| 2022 | Frederico Wolf                            | produtor rural e pecuarista | [ 7 ]  |
| 2022 | Iro Schünke                               | presidente do Sinditabaco | [ 7 ]  |
| 2022 | Ivane Fávero                              | especialista em planejamento turístico e enoturismo                                                                                    | [ 7 ]  |
| 2021 | Não houve homenageados                    | Pausa por conta da Pandemia de COVID-19                                                                                                | [ 8 ]  |
| 2020 | Não houve homenageados                    | Pausa por conta da Pandemia de COVID-19                                                                                                | [ 8 ]  |
| 2019 | Otelmo Drebes                             | presidente da Lojas Lebes | [ 9 ]  |
| 2019 | João Valduga                              | enólogo e sócio-proprietário do grupo Famiglia Valduga                                                                                 | [ 9 ]  |
| 2019 | Gustavo Endres                            | ex-jogador de vôlei e campeão olímpico                                                                                                 | [ 9 ]  |
| 2019 | Nadine Anflor                             | chefe da Polícia Civil do RS | [ 9 ]  |
| 2019 | Jefferson Simões                          | glaciologista, pioneiro brasileiro na Antártica                                                                                        | [ 9 ]  |
| 2019 | Milton Castro                             | ginete mais premiado do RS (7 Freios de Ouro)                                                                                          | [ 9 ]  |
| 2019 | Deise Nunes                               | empresária e Miss Brasil | [ 9 ]  |
| 2019 | Serginho Moah                             | cantor gaúcho (Papas da Língua) | [ 9 ]  |
| 2019 | Virgílio Bernardino de Lemos              | pioneiro dos rodeios | [ 9 ]  |
| 2019 | David Randon                              | conselho de administração da Randonc                                                                                                   | [ 9 ]  |
| 2018 | Diana Werner                              | presidente e CEO da Isla Sementes | [ 10 ] |
| 2018 | Elaine Deboni                             | diretora institucional do Popcenter | [ 10 ] |
| 2018 | Gilson Trennepohl                         | diretor-presidente da Stara | [ 10 ] |
| 2018 | João Bez Batti Filho                      | escultor | [ 10 ] |
| 2018 | João Luiz Corrêa                          | Músico e compositor profissional | [ 10 ] |
| 2018 | José Roberto Pires Weber                  | presidente da Associação Brasileira de Angus                                                                                           | [ 10 ] |
| 2018 | Mayra Aguiar                              | judoca, duas vezes medalhista olímpica                                                                                                 | [ 10 ] |
| 2018 | Roberto Jou                               | provas de rédeas e representante brasileiro nos jogos equestres dos EUA                                                                | [ 10 ] |
| 2018 | Tinga                                     | ex-jogador, empreendedor de projetos sociais                                                                                           | [ 10 ] |
| 2018 | William Ling                              | diretor do Instituto Ling | [ 10 ] |
| 2017 | Caio Vianna                               | presidente da Cooperativa Central Gaúcha Ltda (CCGL), Termasa e Tergrasa                                                               | [ 2 ]  |
| 2017 | Cecília Rheingantz Silveira               | criadora da Orquestra Villa-Lobos, na Vila Mapa, em Porto Alegre                                                                       | [ 2 ]  |
| 2017 | Cláudio Martins                           | proprietário da Estância e Cabanha Cinco Salsos                                                                                        | [ 2 ]  |
| 2017 | Helena Rizzo                              | ex-modelo e atualmente chefe | [ 2 ]  |
| 2017 | Joca Martins                              | cantor nativista multipremiado em festivais                                                                                            | [ 2 ]  |
| 2017 | Marco Aurélio Raymundo (Morongo)          | fundador da Mormaii | [ 2 ]  |
| 2017 | Pedro Henrique Brair                      | proprietário da rede de farmácias São João                                                                                             | [ 2 ]  |
| 2017 | Thaisa Bergmann                           | astrofísica que pesquisa buracos negros                                                                                                | [ 2 ]  |
| 2017 | Thedy Corrêa                              | músico, escritor, compositor e produtor musical (Nenhum de Nós)                                                                        | [ 2 ]  |
| 2017 | Thomas Machado                            | campeão do programa The Voice Kids | [ 2 ]  |
| 2016 | Antonio Martins Bastos Filho              | Proprietário da Cabanha São Bibiano | [ 11 ] |
| 2016 | Caio Tibério da Rocha                     | Secretário Nacional de Segurança Alimentar e Nutricional do Ministério do Desenvolvimento Social e Agrário da Presidência da República | [ 11 ] |
| 2016 | Leonid Streliaev                          | fotógrafo, jornalista e editor de livros de arte                                                                                       | [ 11 ] |
| 2016 | Claudio Lamachia                          | presidente Nacional da OAB | [ 11 ] |
| 2016 | Marcus Vinicius Freire                    | diretor executivo do Comitê Olímpico Brasileiro                                                                                        | [ 11 ] |
| 2016 | Carla Sandra Staiger Schneider            | diretora da Cabanha Santa Bárbara | [ 11 ] |
| 2016 | Ieda e Júlio J. Morandi (in memoriam)     | fundadores da Jimo | [ 11 ] |
| 2016 | Elizabeth Cirne Lima                      | presidente da Associação Brasileira de Criadores de Gado Devon                                                                         | [ 11 ] |
| 2016 | Beatriz Dreher Giovannini                 | fundadora da vinícola Don Giovanni | [ 11 ] |
| 2016 | Mano Lima                                 | músico, cantor e compositor nativista                                                                                                  | [ 11 ] |
| 2015 | Gedeão Silveira Pereira                   | produtor rural | [ 12 ] |
| 2015 | Arri Coser                                | fundador da Rede de Churrascarias Fogo de Chão                                                                                         | [ 12 ] |
| 2015 | Vergilio Frederico Perius                 | presidente OCERGS-SESCOOP/RS | [ 12 ] |
| 2015 | César Oliveira & Rogério Melo             | músicos nativistas | [ 12 ] |
| 2015 | Bolivar Moura                             | produtor rural da Estância do Sossego                                                                                                  | [ 12 ] |
| 2015 | Daniel Randon                             | vice-presidente de administração e finanças da Randon                                                                                  | [ 12 ] |
| 2015 | Jair Kobe                                 | humorista, criador do Guri de Uruguaiana                                                                                               | [ 12 ] |
| 2015 | Roberto Kovalick                          | jornalista da Rede Globo | [ 12 ] |
| 2015 | Dody Sirena                               | empresário | [ 12 ] |
| 2015 | Cardeal Dom Cláudio Hummes                | cardeal | [ 12 ] |
| 2014 | Rogerio Bruno Sauthier                    | presidente da Cooperativa Santa Clara                                                                                                  | [ 13 ] |
| 2014 | Albino Manique                            | Músico, compositor e instrumentista nativista (Os Mirins)                                                                              | [ 14 ] |
| 2014 | Tânia Rösing                              | coordenadora das Jornadas Literárias de Passo Fundo                                                                                    | [ 14 ] |
| 2014 | Sergio Faraco                             | escritor com contos publicados em 12 países                                                                                            | [ 14 ] |
| 2014 | Nelson Eggers                             | diretor-presidente da Bebidas Fruki S.A.                                                                                               | [ 14 ] |
| 2014 | Marcelo Canellas                          | jornalista e repórter especial da TV Globo                                                                                             | [ 14 ] |
| 2014 | Humberto Gessinger                        | compositor e músico autodidata (Engenheiros do Hawaii)                                                                                 | [ 14 ] |
| 2014 | Henrique Dornelles                        | engenheiro mecânico, empresário | [ 14 ] |
| 2014 | Eurico Dorneles                           | agricultor | [ 14 ] |
| 2014 | Carmen Ferrão                             | superintendente do Grupo Lins Ferrão, proprietária das lojas Pompeia e Gang                                                            | [ 14 ] |
| 2103 | Alcy Cheuiche                             | poeta e escritor, autor de romances, crônicas e peças                                                                                  | [ 15 ] |
| 2103 | Balthazar de Bem e Canto (in memoriam)    | presidente do Irga, deputado federal                                                                                                   | [ 15 ] |
| 2103 | Cezar Miola                               | presidente do Tribunal de Contas do Estado (TCE)                                                                                       | [ 15 ] |
| 2103 | Erasmo Battistella                        | diretor-presidente da BSBios | [ 15 ] |
| 2103 | Fernanda Lima                             | atriz e modelo | [ 15 ] |
| 2103 | Fernando Lucchese                         | médico cardiologista, chefe de transplantes cardíacos do Hospital Dom Vicente Scherer                                                  | [ 15 ] |
| 2103 | Fernando Pinto                            | engenheiro, presidente da TAP Portugal e da Varig                                                                                      | [ 15 ] |
| 2103 | Gilberto Monteiro                         | músico nativista | [ 15 ] |
| 2103 | Nádia Gerhard                             | tenente-coronel da Brigada Militar | [ 15 ] |
| 2103 | Tabajara Ruas                             | escritor, jornalista e cineasta | [ 15 ] |
| 2012 | Afonso Motta                              | relações federativas | [ 16 ] |
| 2012 | Antonia de Oliveira Sampaio               | pecuarista | [ 16 ] |
| 2012 | Élio Xavier “Porca Véia"                  | músico nativista | [ 16 ] |
| 2012 | Fábio Crespo                              | Leilão | [ 16 ] |
| 2012 | Francisco Turra                           | ex-ministro da Agricultura | [ 16 ] |
| 2012 | José Machado Leal                         | jornalista, poeta, compositor e historiador                                                                                            | [ 16 ] |
| 2012 | José Mariano Beltrame                     | secretário estadual de Segurança do Rio de Janeiro                                                                                     | [ 16 ] |
| 2012 | Mendes Ribeiro Filho                      | ex-ministro da Agricultura, Pecuária e Abastecimento                                                                                   | [ 16 ] |
| 2012 | Sergio da Costa Franco                    | historiador, advogado e jornalista | [ 16 ] |
| 2012 | Valter Pötter                             | agropecuarista | [ 16 ] |
| 2011 | Ana Amélia Lemos                          | jornalista e senadora | [ 17 ] |
| 2011 | Carlos Nejar                              | escritor gaúcho, integrante da Academia Brasileira de Letras                                                                           | [ 17 ] |
| 2011 | Cláudio Bier                              | presidente do Simers e vice-presidente do Ciergs                                                                                       | [ 17 ] |
| 2011 | Gilson Dipp                               | ministro do Superior Tribunal de Justiça                                                                                               | [ 17 ] |
| 2011 | Julio Mottin                              | presidente do Grupo Dimed-Panvel | [ 17 ] |
| 2011 | Rodi Borghetti                            | advogado e presidente do Instituto Gaúcho de Tradição e Folclore                                                                       | [ 17 ] |
| 2011 | Roberto Davis Jr.                         | advogado e pecuarista | [ 17 ] |
| 2011 | Paulo Cesar Teixeira                      | agropecuarista e presidente da Vivo/Brasil                                                                                             | [ 17 ] |
| 2011 | Patrícia Poeta                            | jornalista da TV Globo | [ 17 ] |
| 2011 | Lila Franco Tellechea                     | pecuarista | [ 17 ] |
| 2010 | Alexandre Garcia                          | jornalista | [ 18 ] |
| 2010 | Celestino Valenzuela                      | narrador esportivo | [ 18 ] |
| 2010 | Clóvis Tramontina                         | presidente das empresas Tramontina-Forjasul                                                                                            | [ 18 ] |
| 2010 | José Camargo                              | especialista em Cirurgia Torácica, pioneiro nos transplantes pulmonares da América Latina                                              | [ 18 ] |
| 2010 | Luiz Antonio de Assis Brasil              | advogado | [ 18 ] |
| 2010 | Nésio Alvez Corrêa (Gildinho)             | músico nativista (Os Monarcas) | [ 18 ] |
| 2010 | Paulo Bellini                             | fundador da Marcopolo | [ 18 ] |
| 2010 | Pedro Monteiro Lopes                      | agropecuarista | [ 18 ] |
| 2010 | Wilson Zanatta                            | médico, produtor rural e empresário | [ 18 ] |
| 2010 | Zênia Aranha da Silveira                  | empresária da Estância Santo Izidro | [ 18 ] |
| 2009 | Alessandro Teixeira                       | economista e político | [ 19 ] |
| 2009 | Bebeto Alves                              | cantor e compositor | [ 19 ] |
| 2009 | Diza Gonzaga                              | arquiteta e ativista | [ 19 ] |
| 2009 | Francisco Novelletto                      | | [ 19 ] |
| 2009 | Henrique Marim Teixeira                   | | [ 19 ] |
| 2009 | João V. Macedo Neto                       | pecuarista | [ 19 ] |
| 2009 | Luiz Fernando Lima                        | jornalista | [ 19 ] |
| 2009 | Martha Medeiros                           | escritora e jornalista | [ 19 ] |
| 2009 | Paulo Sérgio Carmona                      | um dos criadores das Reuniões Técnicas do Arroz Irrigado                                                                               | [ 19 ] |
| 2009 | Pedro Ortaça                              | cantor, compositor e violonista nativista                                                                                              | [ 19 ] |
| 2008 | Adelino Colombo                           | presidente e fundador das Lojas Colombo                                                                                                | [ 20 ] |
| 2008 | Cabeto Martins Bastos                     | produtor rural | [ 20 ] |
| 2008 | Daniel Anzanello                          | maior ganhador de prêmios no Freio de Ouro                                                                                             | [ 20 ] |
| 2008 | Eduardo Linhares                          | pecuarista e proprietário da GAP Genética                                                                                              | [ 20 ] |
| 2008 | Luiz Marenco                              | cantor e compositor nativista | [ 20 ] |
| 2008 | Paulo Tigre                               | presidente da Federação das Indústrias do Rio Grande do Sul                                                                            | [ 20 ] |
| 2008 | Pedro Simon                               | potítico | [ 20 ] |
| 2008 | Sérgio Napp                               | engenheiro, poeta, escritor, compositor e produtor musical                                                                             | [ 20 ] |
| 2008 | Tânia Carvalho                            | jornalista e apresentadora de rádio e TV                                                                                               | [ 20 ] |
| 2008 | Thomaz Koch                               | tenista | [ 20 ] |
| 2007 | Armindo Antônio Ranzolin                  | jornalista |        |
| 2007 | Raul Randon                               | empresário |        |
| 2007 | Miguel Proença                            | pianista |        |
| 2007 | Larri Passos                              | tenista |        |
| 2007 | Glória Menezes                            | atriz |        |
| 2007 | Francisco Alves                           | cantor e compositor |        |
| 2007 | Fernando Carvalho                         | dirigente esportivo |        |
| 2007 | Fabio Luiz Gomes                          | pecuarista |        |
| 2007 | Ellen Gracie                              | ex-ministra do Supremo Tribunal Federal                                                                                                |        |
| 2007 | Caco Barcellos                            | jornalista, repórter e escritor |        |
| 2006 | Carlos Castilhos                          | tradicionalista | [ 21 ] |
| 2006 | Willy Hass Filho                          | diretor-geral de comercialização da Rede Globo                                                                                         | [ 21 ] |
| 2006 | Vilson Chalart de Souza                   | ginete | [ 21 ] |
| 2006 | Maria Elena Pereira Johannpeter           | fundadora da Parceiros Voluntários | [ 21 ] |
| 2006 | João Paulo Cairoli                        | presidente da Federasul | [ 21 ] |
| 2006 | João Derly de Oliveira Nunes              | campeão mundial de judô adulto em 2005                                                                                                 | [ 21 ] |
| 2006 | Xico Stockinger                           | escultor, gravurista e chargista austríaco-brasileiro                                                                                  | [ 21 ] |
| 2006 | Fábio André Koff                          | ex-presidente do Grêmio Futebol Clube                                                                                                  | [ 21 ] |
| 2006 | Carlos Simon                              | árbitro de futebol | [ 21 ] |
| 2006 | Norberto Baldauf                          | pianista | [ 21 ] |
| 2005 | Ary Rego                                  | apresentador de programa da Rádio Farroupilha                                                                                          | [ 22 ] |
| 2005 | Paulo Brossard de Souza Pinto             | ministro do Supremo Tribunal Federal                                                                                                   | [ 22 ] |
| 2005 | Mário Barbará                             | compositor tradicionalista | [ 22 ] |
| 2005 | Marco Aurélio Farias de Vasconcelos       | compositor tradicionalista | [ 22 ] |
| 2005 | Luiz Fernando Cirne Lima                  | ex-ministro da Agricultura | [ 22 ] |
| 2005 | Julia Lemmertz                            | atriz | [ 22 ] |
| 2005 | José Cláudio Machado                      | cantor e compositor | [ 22 ] |
| 2005 | Carlos Henrique Schröder                  | jornalista | [ 22 ] |
| 2005 | Colmar Pereira Duarte                     | escritor | [ 22 ] |
| 2005 | Ayrton dos Santos                         | produtor fonográfico | [ 22 ] |
| 2004 | Cláudio Taffarel                          | goleiro da seleção brasileira de futebol                                                                                               |        |
| 2004 | Daiane dos Santos                         | ginasta |        |
| 2004 | Ernesto Fagundes                          | compositor e cantor nativista |        |
| 2004 | Ivo Nesralla                              | médico e professor |        |
| 2004 | Lya Luft                                  | escritora |        |
| 2004 | Nei Mânica                                | presidente da Cotrijal |        |
| 2004 | Pratini de Moraes                         | economista e político |        |
| 2004 | Renan Proença                             | |        |
| 2004 | Rui Biriva                                | compositor e cantor nativista |        |
| 2004 | Vitor Ramil                               | antor, compositor e escritor |        |
| 2003 | Elisabeth Lemos                           | presidente da ABCCC |        |
| 2003 | Geraldo Flach                             | compositor, pianista e produtor musical                                                                                                |        |
| 2003 | Jorge Gerdau Johanpeter                   | empresário |        |
| 2003 | Letícia Wierzchowski                      | escritora |        |
| 2003 | Luiz Carlos Borges                        | compositor e cantor nativista |        |
| 2003 | Miguel Rosseto                            | politico |        |
| 2003 | Nelson Jobim                              | ex-ministro do Supremo Tribunal Federal                                                                                                |        |
| 2003 | Odacir Klein                              | politico |        |
| 2003 | Werner Shünemann                          | ator e cineasta |        |
| 2003 | Yamandu Costa                             | compositor e cantor nativista |        |
| 2002 | Carlos Sperotto                           | presidente da Farsul |        |
| 2002 | Eduardo de Rose                           | professor Titular Emérito da UFRGS |        |
| 2002 | Hique Gómez                               | ator (Tangos & Tragédias) |        |
| 2002 | Ieda Maria Vargas                         | Miss Brasil e Miss Universo |        |
| 2002 | Jorge Furtado                             | cineasta |        |
| 2002 | Lourdes Rodrigues                         | cantora |        |
| 2002 | Luis Mendes                               | jornalista |        |
| 2002 | Luiz Coronel                              | compositor |        |
| 2002 | Marcelo Silva                             | leiloeiro |        |
| 2002 | Nico Nicolaievsky                         | músico (Tangos & Tragédias) |        |
| 2001 | Adelar Bertussi                           | músico, acordeonista, cantor e compositor                                                                                              | [ 23 ] |
| 2001 | Adriana Calcanhotto                       | cantora e compositora | [ 23 ] |
| 2001 | Ernani Behs                               | radioator e apresentador do primeiro programa de televisão no RS                                                                       | [ 23 ] |
| 2001 | Bagre Fagundes                            | Bagre Fagundes | [ 23 ] |
| 2001 | Eva Sopher                                | empreendedora cultural teuto-brasileira                                                                                                | [ 23 ] |
| 2001 | José Lutzenberger                         | agrônomo, escritor, filósofo, paisagista e ambientalista                                                                               | [ 23 ] |
| 2001 | José Victor Castiel                       | ator | [ 23 ] |
| 2001 | Moacyr Scliar                             | escritor | [ 23 ] |
| 2001 | Plauto Cruz                               | flautista | [ 23 ] |
| 2001 | Walmor Chagas                             | ator | [ 23 ] |
| 2000 | Berenice Azambuja                         | cantora, compositora e instrumentista nativista                                                                                        |        |
| 2000 | Carlos Caetano Verri (Dunga)              | futebolista |        |
| 2000 | Carmen Silva                              | |        |
| 2000 | Eduardo Bueno (Peninha)                   | compositor |        |
| 2000 | Elton Saldanha                            | jornalista, cantor e compositor nativista                                                                                              |        |
| 2000 | Fátima Gimenez                            | cantora e compositora |        |
| 2000 | João José Machado                         | |        |
| 2000 | Júlio Rosemberg                           | |        |
| 2000 | Luis Felipe Scolari                       | futebolista e treinador de futebol |        |
| 2000 | Neto Fagundes                             | artista e folclorista gaúcho nativista                                                                                                 |        |
| 2000 | Teixeirinha                               | cantor, compositor, radialista e cineasta nativista                                                                                    |        |
| 1999 | Cândido Norberto                          | político |        |
| 1999 | Conjunto Farroupilha                      | grupo musical nativista |        |
| 1999 | Elma Sat’Ana                              | |        |
| 1999 | Kleiton e Kledir                          | dupla de músicos e cantores nativista                                                                                                  |        |
| 1999 | Leonardo                                  | |        |
| 1999 | Leopoldo Rassier                          | cantor |        |
| 1999 | Luis Fernando Veríssimo                   | escritor e cronista |        |
| 1999 | Os Serranos                               | grupo musical nativista |        |
| 1999 | Oswaldir e Carlos Magrão                  | dupla de músicos e cantores nativista                                                                                                  |        |
| 1999 | Paulo José                                | ator, roteirista e diretor |        |
| 1999 | Ronaldinho Gaúcho                         | futebolista |        |
| 1999 | Telmo de Lima Freitas                     | cantor nativista |        |
| 1998 | Barbosa Lessa                             | folclorista, escritor, músico, advogado e historiador                                                                                  |        |
| 1998 | César Escoto (César Passarinho)           | baterista, compositor e músico nativista                                                                                               |        |
| 1998 | Gaúcho da Fronteira                       | cantor e músico nativista |        |
| 1998 | Glênio Fagundes                           | músico e comunicador |        |
| 1998 | Jayme Caetano Braun                       | compositor nativista |        |
| 1998 | Luis Menezes                              | |        |
| 1998 | Marlene Pastro                            | cantora, compositora e instrumentista nativista                                                                                        |        |
| 1998 | Mozart Pereira Soares                     | veterinário, professor, historiador, advogado e escritor                                                                               |        |
| 1998 | Nico Fagundes                             | escritor |        |
| 1998 | Paixão Côrtes                             | compositor nativista |        |
| 1998 | Paulo Deniz                               | cantor e compositor nativista |        |
| 1998 | Raul Pont (Pai)                           | político e historiador |        |
| 1998 | Renato Borghetti                          | músico instrumentista e gaiteiro nativista                                                                                             |        |
| 1998 | Tio Flor Magalhães                        | um dos últimos tropeiros em exercício                                                                                                  |        |